# Crunchbase
Crunchbase, Inc. mit Sitz in San Francisco ist ein US-amerikanischer kommerzieller Datenbankanbieter und Nachrichtenportal für Unternehmens- und Wirtschaftsinformationen mit Schwerpunkt auf Technologieunternehmen und -investoren. Die Crunchbase-Website wurde ursprünglich 2007 für die US-amerikanische Start-up-Szene entwickelt und enthält heute Informationen zu Unternehmen weltweit und zählt laut eigenen Angaben 50 Mio. Nutzer. Crunchbase ist ein Ableger des Nachrichtenportals TechCrunch und ist seit 2015 selbständig.

## Produktbeschreibung
Zu den von Crunchbase auf einer freemium-Basis bereitgestellten Informationen zählen Daten zu Investitionen und Finanzierungsrunden, Gründungsmitgliedern und Einzelpersonen in Führungspositionen, M&A-Transaktionen, Wirtschaftsnachrichten und Branchentrends. Crunchbase bezieht seine Daten auf vier Arten: das sog. „Venture-Programm“, bei dem Fonds und Investoren, Informationen direkt an Crunchbase liefern,
maschinelles Lernen, ein internes Datenteam und die Nutzer; diese können Informationen an die Crunchbase senden; die Beiträge unterliegen der Registrierung und einer Validierung, und werden häufig von einem Moderator geprüft, bevor sie zur Veröffentlichung angenommen werden.

## Hintergrund
Crunchbase wurde 2007 von dem Herausgeber von Techcrunch, Michael Arrington, gegründet, um alle Start-ups zu dokumentieren, über die Techcrunch Artikel publiziert hatte. Von 2007 bis September 2015 war die Crunchbase-Datenbank Teil der Techcrunch-Gruppe, die im September 2010 vom Internetkonzern AOL übernommen wurde. Nachdem AOL 2015 ihrerseits von Verizon übernommen worden war, erfolgte die Ausgliederung von Crunchbase aus dem AOL/Verizon-Konzern und dessen rechtliche und wirtschaftliche Verselbstständigung; im September 2015 erhielt die fortan unabhängige Gesellschaft eine USD 6,5 Mio. Finanzierung von Emergence Capital. Kurz darauf folgte eine Folgerunde von USD 2 Mio. (November 2015).
2016 brachte das Unternehmen mit Crunchbase Pro sein erstes zahlungspflichtiges Produkt auf den Markt. Im April 2017 erfolgte eine weitere USD 18 Mio. Finanzierungsrunde durch den Investor Mayfield Fund;
im November 2019 warb das Unternehmen weitere USD 30 Mio. an Eigenkapitalfinanzierung in einer sog. „C-Round“ unter Führung von Omers-Venture ein.

## Website
- crunchbase.com
- Crunchbase News – Nachrichtenportal von CB